# Callidium
Callidium es un género de escarabajos longicornios.

## Especies
- Callidium angustipennis Chemsak, 1964
- Callidium antennatum Newman, 1838
- Callidium bifasciatum Fabricius, 1787
- Callidium biguttatum Sallé, 1856
- Callidium brevicorne Olivier, 1790
- Callidium californicum Casey, 1912
- Callidium cicatricosum Mannerheim, 1853
- Callidium duodecimsignatum Perroud, 1855
- Callidium frigidum Casey, 1912
- Callidium fulvicolle Fabricius, 1792
- Callidium hoppingi Linsley, 1957
- Callidium juniperi Fisher, 1920
- Callidium leechi Linsley & Chemsak, 1963
- Callidium powelli Linsley & Chemsak, 1963
- Callidium pseudotsugae Fisher, 1920
- Callidium rufipenne Motschulsky, 1860
- Callidium schotti Schaeffer, 1917
- Callidium sempervirens Linsley, 1942
- Callidium sequoiarium Fisher, 1920
- Callidium texanum Schaeffer, 1917
- Callidium vandykei Linsley, 1957
- Callidium violaceipenne Linsley & Chemsak, 1963
- Callidium violaceum (Linnaeus, 1758)
- Callidium viridocyaneum Linsley & Chemsak, 1963